# Mărașu (gmina)
Mărașu – gmina w Rumunii, w okręgu Braiła. Obejmuje miejscowości Băndoiu, Măgureni, Mărașu, Nedelcu, Plopu i Țăcău. W 2011 roku liczyła 2913 mieszkańców. 